# القفل (الحد)

تعديل مصدري - تعديل

القفل هي إحدى قرى عزلة الحد بمديرية الحد التابعة لمحافظة لحج، بلغ تعداد سكانها 193 نسمة حسب تعداد اليمن لعام 2004.